# Cyrthermannia vicinicornuta
Cyrthermannia vicinicornuta är en kvalsterart som beskrevs av Aoki 1965. Cyrthermannia vicinicornuta ingår i släktet Cyrthermannia och familjen Nanhermanniidae. Inga underarter finns listade i Catalogue of Life.